# Wachen! Wachen!
Wachen! Wachen! (Originaltitel: Guards! Guards!) ist ein Roman von Terry Pratchett. Es ist der achte Scheibenwelt-Roman und der erste, der sich mit der Stadtwache von Ankh-Morpork befasst. Wachen! Wachen! erschien 1989. Die Protagonisten sind Hauptmann Mumm, der Alkoholiker, und ein naiver Rekrut namens Karotte Eisengießersohn, die auch in späteren Stadtwachenromanen auftreten.

## Handlung
Dieser Roman führt die Nachtwache in ihrer ursprünglichen Besetzung mit ihrer verkommenen Berufsauffassung ein. Angeführt vom trinksüchtigen Hauptmann Samuel Mumm fristen Feldwebel Fred Colon und Korporal Cecil W. St. J. „Nobby“ Nobbs ihr peinliches Wachen-Dasein. Das ändert sich erst, als mit dem jungen Karotte Eisengießersohn ein neuer Rekrut aus den Spitzhornbergen die Szene betritt. Der zwei Meter große Adoptivzwerg ist voller Enthusiasmus, versteht nichts Metaphorisches und kennt das Gesetz in- und auswendig.
Während die Wache in ein neues Selbstverständnis hineinwächst, versucht eine Gruppe zänkischer Kleingeister unter der Führung des Obersten Größten Meisters die Monarchie in die Stadt zurückzubringen. Sie beschwören einen Großen Drachen, der ein wenig Terror verbreiten soll, um dann von einem wohl präparierten Helden besiegt zu werden. Anschließend würde der Stadtretter den Thron besteigen und, beraten vom Obersten Größten Meister, als Marionettenkönig regieren. Es gelingt tatsächlich, den Drachen zu beschwören, doch die Kreatur  verselbständigt sich und übernimmt selbst die Macht. Die Stadt hat einen Drachenkönig.
Mumm und seine Leute müssen sich nun mit dem Drachen herumschlagen. Hilfreich in dieser Lage ist der Kontakt zu Lady Käsedick, einer Sumpfdrachenzüchterin. Mit ihrer Hilfe und mit der Unterstützung von Errol, einem scheinbar degenerierten Sumpfdrachen, gelingt es der Wache schließlich, der Lage Herr zu werden.

## Ausgaben
- Taschenbuch, Heyne, 1991, ISBN 3-453-05029-0
- Comic, illustriert von Graham Higgins. Goldmann, 2002, ISBN 3-442-54533-1
- Hörspiel, Lübbe, 2004, ISBN 3-7857-1468-8